# Chnow
Chnow (russisch Хнов; rutulisch Хин, Chin) ist ein Dorf in Dagestan mit 2059 Einwohnern rutulischer Nationalität.

## Geographie
Chnow liegt im Süden Dagestans, 33 km von Achty und 135 km von der nächsten Eisenbahnstation Belidschi an der Strecke Machatschkala – Baku entfernt an der Mündung des Kisildere und Dalitschai in den Achtytschai in einer Höhe von etwa 1945 m. Das Dorf ist Verwaltungszentrum der Munizipalität „Dorf Chnow“.

## Geschichte
Ab 1555 fielen Krieger aus Chnow zusammen mit anderen Rutulen und Zachuren im östlichen Kachetien ein, das zuvor die Region besetzt hatte. Daraufhin verließen viele Georgier die Region um den Fluss Alasani, die etwa den heutigen zu Aserbaidschan gehörenden Kreisen Balakän, Zagatala und Gach entspricht. Als Folge dieser Kriegszüge im 16. Jahrhundert bilden die regionalen Ingiloi-Georgier heute nur noch eine Minderheit der Bewohner dieses Nordzipfels von Aserbaidschan neben damals eingewanderten Awaren, Zachuren, Rutulen und später dazu gekommenen Aserbaidschanern.
Ab 1597 haben chnowische Milizen am Krieg des Schamchal von Tarki, des dominierenden Fürsten Dagestans, gegen russische Truppen teilgenommen. Im 16./17. Jahrhundert versuchte das Zarentum Russland vorübergehend, gegen den Widerstand der Schamchale Einfluss in der Region zu bekommen.
Vom Anfang des 17. Jahrhunderts bis 1839 war Chnow das Zentrum einer Dorfunion, die allgemein als Achtypara-II bezeichnet wird. Im Gegensatz zum Gemeindebündnis Achtypara-I gehörten ihr wesentlich weniger Dörfer an. Es gab neben dem Vorsteherdorf Chnow noch vier Dörfer in der Union: das ebenfalls von Rutulen bewohnte Bortsch und die von Lesgiern bewohnten Dörfer Gdym, Fij und Masa.

## Bevölkerung
Die Bevölkerung des Dorfes zählt 2059 Einwohner und setzt sich aus Rutulen zusammen. Der gläubige Teil der Bevölkerung gehört dem sunnitischen Islam an.

### Bevölkerungsentwicklung
| Jahr | Einwohner |
| ---- | --------- |
| 1886 | 1.887     |
| 1902 | 1.890     |
| 2002 | 1.612     |
| 2010 | 2.059     |

Anmerkung: Volkszählungsdaten